# 傑夫鎮區 (密蘇里州俄勒岡縣)
傑夫鎮區（英語：Jeff Township）是位於美國密蘇里州俄勒岡縣的一個行政鎮區。

## 地方資料
傑夫鎮區的面積為72.64平方千米，當中陸地面積為72.63平方千米，而水域面積為0.01平方千米。根據2020年美國人口普查的數據，當地共有人口273人，而人口密度為每平方千米3.76人。